# Laphria vulcana
Laphria vulcana är en tvåvingeart som beskrevs av Christian Rudolph Wilhelm Wiedemann 1828. Laphria vulcana ingår i släktet Laphria och familjen rovflugor. Inga underarter finns listade i Catalogue of Life.